# Открытый клуб
Открытый клуб — это некоммерческая организация, где проходят всевозможные мероприятия культурно-просветительской направленности: выставки работ художников и скульпторов, творческие вечера, книжные клубы, музыкальные концерты, читаются лекции по искусству.

## История
Основателем «Открытого клуба» является Вадим Гинзбург – коллекционер, меценат, почетный член РАХ (2025). Вместе со своей женой Ниной собрал крупную коллекцию советского фарфора. Отдельные экспонаты коллекции выставлялись в Эрмитаже, Третьяковской галерее, Государственном Дарвиновском музее и других известных музеях. Коллекция советского фарфора Нины и Вадима Гинзбург легла в основу Музея фарфора и шахмат в Санкт-Петербурге.
Одним из главных направлений коллекционерской деятельности Вадима и Нины Гинзбург на протяжении последних двадцати пяти лет является книжная иллюстрация советского периода  (в основном — к детской литературе). В настоящий момент коллекция насчитывает около 15 тысяч предметов. На базе коллекции книжной иллюстрации было издано две книги:
- Обложка детской книги советского времени. – М.: Арт-Волхонка, 2021. – 464 с. – ISBN 978-5-906848-98-7.
- Обложка и форзац. Из истории советской детской книги. Собрание Нины и Вадима Гинзбург. – М.: Ad Marginem, A+A, 2024. – 672 с. –   ISBN 978-5-91103-760-4

За многие годы Гинзбурги собрали богатую коллекцию уникальных вещей, среди которых также есть интересные работы современных художников, изделия из металла, стекла и керамики и многое другое. Предметы из коллекции Нины и Вадима Гинзбург регулярно участвуют в выставках московских и региональных музеев.

## Деятельность
«Открытый клуб» позиционируется как место, где устанавливаются как профессионально-деловые, так и личные контакты между независимыми участниками художественных процессов. В настоящее время в клубе проводятся художественные выставки, литературные вечера, концерты и спектакли, лекции по истории искусства. Основное выставочное направление специально не регламентировано. Представлены предметы искусства самых разных направлений.
В «Открытом клубе» выступали Валерия Новодворская, Нателла Болтянская, Михаил Лавровский, Геннадий Гудков, Денис Драгунский, Андрей Анпилов, Владимир Вишневский, Татьяна Щербина, Борис Надеждин, Слава Лён, Владимир Мау, Александр Ревич, Борис Немцов, Михаил Швыдкой, Александр Гордон, Александр Гельман, Андрей Нечаев, Олег Рясков, Борис Поюровский.

## Наиболее известные выставки «Открытого клуба»
- 2013—2014 — Андрей Марц, Феликс Бух «От сотворения»[3][4]
- 2013 — Евгений Чубаров. «Существованья ткань сквозная»[5]
- 2013 — Гурий Захаров. «И этот трепет разговорный его качаемых листов»
- 2012 — Анастасия Хохрякова, Александр Миронов. «Процесс»[6]
- 2012 — Лазарь Гадаев. «Скульптура. Рельеф, эскиз, живопись, графика»
- 2012 — Макс Бирштейн. «География сознания»
- 2012 — Рудольф Хачатрян. «Рисунок»
- 2012 — Юрий Пименов. «Графика»
- 2012 — Татьяна Назаренко. «Семейный альбом»
- 2012 — Константин Малахов. «Заводы и лодочки. Декорация времени»[7]
- 2012 — Татьяна Маврина. «Букет»
- 2012 — Александр Лабас. «Рисунки, наброски, эскизы»[8]
- 2012 — Николай Андронов, Наталья Егоршина. «Нет, не выставлю! Не поймут…»
- 2012 — Генрих Асафов. «Художник надежды»
- 2012 — Марксэн Гаухман-Свердлов. «Прошу слова»[9][10]
- 2012 — Валерий Башенин. «Архетип — первообраз»
- 2012 — Ольга Победова. «Стекло»
- 2012 — Елена Галеркина. «Между вечностью и бытом»
- 2011 — Анатолий Зверев. «Уцелевшие в пламени»[11]
- 2011 — Леонид Семейко. «Стены»
- 2011 — Андрей Волков. «Бумажный натюрморт»
- 2011 — Ольга Карелиц. «Скульптура — графика»[12]
- 2011 — Алексей Каменский. «Работы на бумаге»
- 2011 — Рашид Доминов. «Цветы и тени»

## Цитаты
- «Нам неинтересно с художниками, которые выставляются во всех галереях. Если человек известен, то хочется эксклюзивности, хочется увидеть в его работах какой-то новый необычный поворот. И в этом плане нам интереснее работать с малоизвестными художниками»[1] — Вадим Гинзбург, 2012.
- «„Открытый клуб“ возник как продолжение домашнего пространства, потому что дома перестали помещаться друзья, я был вынужден купить это помещение, чтобы выгнать всех из дома. Это была именно идея клуба, а не галереи, потому что я не хотел зарабатывать деньги таким способом, я занимаюсь другим бизнесом совсем. Выставочная деятельность — это примерно 15 % того, чем мы занимаемся. Но, тем не менее, за этот год мы сделали 21 выставку. В остальное время мы занимаемся просветительской деятельностью, связанной с искусством в самом широком смысле слова. Это балет, история, литература, театр, мемуары, встречи с интересными людьми. Как это все формируется? Это формируется на основе наших с женой знакомств с разными людьми, на основе наших предпочтений. Это сугубо субъективная такая история. Предприятие это совершенно не коммерческое, здесь никто ни на ком ничего не зарабатывает, поэтому мы всегда открыты, пожалуйста, приходите»".[13]